# Rachel Weisz
Rachel Hannah Weisz (Londres, 7 de marzo de 1970) es una actriz británica. Comenzó su carrera a principios de la década de 1990 en las series de televisión Inspector Morse, Scarlet and Black y The Advocates, e hizo su debut en el cine en el largometraje Death Machine de 1994, año en que participó en la obra de teatro Design for Living de Noël Coward en el Teatro Gielgud.
Su primera aparición en el cine de Hollywood ocurrió en la película Chain Reaction (1996) junto con Keanu Reeves y Morgan Freeman. Logró reconocimiento internacional con su participación en los filmes La momia (1999) y su secuela La momia regresa (2001), y a partir de entonces apareció en películas elogiadas por la crítica como About a Boy (2002), El jardinero fiel (2006), The Whistleblower (2010), The Deep Blue Sea (2011), The Lobster (2015), Disobedience (2017) y La favorita (2018).
Por su papel en la película El jardinero fiel (2005) ganó el Premio Óscar en la categoría de mejor actriz de reparto, y su interpretación de Blanche DuBois en la obra de teatro Un tranvía llamado deseo (2009) le valió un Premio Lawrence Olivier como mejor actriz. Ganó además un Premio BAFTA a la mejor actriz de reparto por su papel como la duquesa Sarah Churchill en La favorita (2018). Durante su carrera ha recibido otros galardones como el Globo de Oro, el Premio de la Crítica Cinematográfica y el Premio del Sindicato de Actores.
En 2001 inició una relación sentimental con el cineasta estadounidense Darren Aronofsky. Luego de separarse del director a finales de la década de 2010, el 22 de junio de 2011 se casó con el actor británico Daniel Craig. Ese mismo año obtuvo la ciudadanía estadounidense.

## Primeros años
Weisz nació en Westminster, Inglaterra el 7 de marzo de 1970 y creció en el suburbio de Hampstead Garden. Su madre, Edith Ruth (de soltera Teich), era una profesora y psicoterapeuta nacida en Viena, Austria, y su padre, George Weisz, es un inventor e ingeniero húngaro. Los padres de Weisz se trasladaron a Inglaterra durante la Segunda Guerra Mundial. Su padre es judío y su madre se ha catalogado como católica o judía. Weisz creció en un «hogar cerebralmente judío» y se refiere a sí misma como judía. Tiene una hermana, Minnie Weisz, fotógrafa y artista visual.
Estudió en el North London Collegiate School. Más tarde ingresó en el Benenden School y después se matriculó en el St Paul's Girls' School. Ingresó en el Trinity Hall de la Universidad de Cambridge, donde se graduó en literatura inglesa. Durante sus años universitarios apareció en varias producciones estudiantiles, siendo cofundadora del grupo teatral estudiantil Cambridge Talking Tongues, el cual ganó el premio estudiantil de teatro otorgado por The Guardian en el Festival de Edimburgo gracias a una improvisación llamada Slight Possession.

## Carrera

### 1992-1998

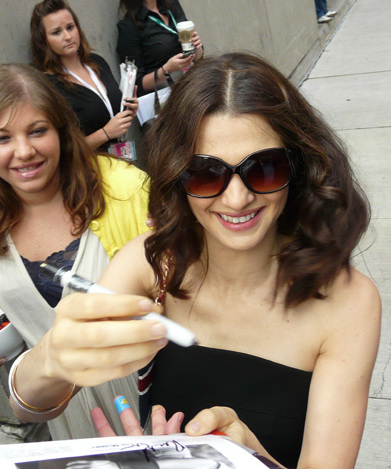
Weisz firmando autógrafos tras la conferencia de prensa de la película The Brothers Bloom en el Festival Internacional de Cine de Toronto de 2008

Tras su experiencia como modelo de pasarela, Weisz apareció en 1992 en la película para televisión Advocates II en un papel menor. Ese mismo año tuvo un pequeño papel en el episodio de la serie Inspector Morse titulado «Twilight of the Gods» y actuó en el drama de época de la BBC Scarlet and Black junto a Ewan McGregor. «Dirty Something», episodio de una hora de la serie Screen Two, fue la siguiente participación de Weisz en la televisión británica. Las escenas de apertura del episodio fueron filmadas en el Festival de Glastonbury.
Weisz comenzó su carrera en la gran pantalla con un papel menor en la película Death Machine de 1994. Logró obtener un papel de mayor relevancia en la película Chain Reaction de 1996, donde compartió elenco con Keanu Reeves y Morgan Freeman. Si bien la película recibió críticas negativas, se convirtió en un éxito financiero moderado. Luego interpretó a Miranda Fox en Belleza robada, dirigida por el cineasta italiano Bernardo Bertolucci.
En 1997 protagonizó la película estadounidense El hombre que vino del mar y en 1998 integró el reparto de la comedia de televisión británica My Summer with Des. Ese mismo año actuó en la película de suspenso de Michael Winterbottom I Want You y en The Land Girls de David Leland, producción cinematográfica basada en el libro del mismo nombre de Angela Huth.

### 1999-2003
En 1999 Weisz interpretó el papel de Greta en la película de corte histórico Sunshine. Ese mismo año protagonizó la película que le valió la fama internacional y que se convirtió en un éxito de taquilla, La momia, en la que encarnó al interés romántico del personaje protagonizado por Brendan Fraser. En La momia la actriz da vida a una egiptóloga británica llamada Evelyn Carnahan, que lidera una expedición a la ciudad ficticia de Hamunaptra para descubrir un antiguo libro de encantamientos. En 2001 interpretó nuevamente a Evelyn en La momia regresa, cinta que recaudó aproximadamente 433 millones de dólares en todo el mundo. En el año 2000 encarnó a Petula en la película Beautiful Creatures y un año después apareció en la cinta Enemy at the Gates. En 2002 integró el reparto principal de la película About a Boy junto a Hugh Grant, una producción basada en la novela homónima de Nick Hornby. En 2003 interpretó el papel de Marlee en la adaptación cinematográfica de la obra literaria de John Grisham El jurado, junto a Dustin Hoffman, John Cusack y Gene Hackman y protagonizó la adaptación al cine de la obra The Shape of Things.

#### 2004–09
En 2004 la actriz apareció en la comedia Envy junto a Ben Stiller, Jack Black y Christopher Walken. La película fue un fracaso comercial y de crítica. Un año después actuó junto a Keanu Reeves en Constantine, filme basado en el cómic Hellblazer. La publicación Film Threat se refirió a su actuación en la cinta como «eficaz para proyectar escepticismo y terror simultáneamente».

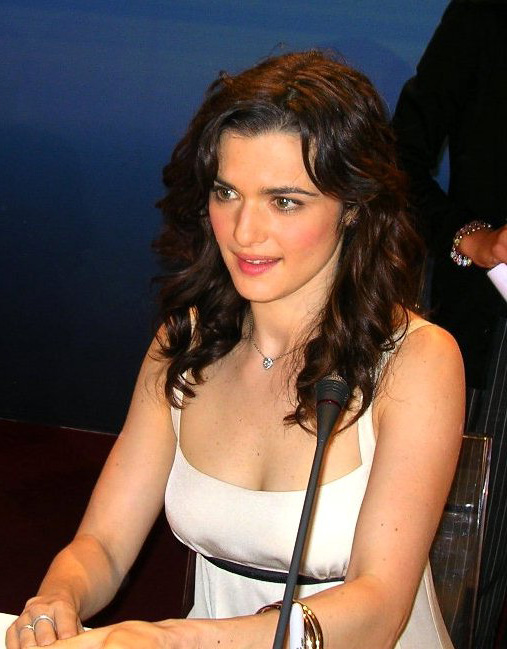
Weisz en enero de 2007

En 2005 integró el reparto principal de la película de Fernando Meirelles El jardinero fiel, adaptación cinematográfica de la novela del mismo nombre del autor John le Carré. En la cinta Weisz encarnó a una activista llamada Tessa Quayle que encuentra la muerte tras denunciar ensayos ilegales llevados a cabo en niños nigerianos. El jardinero fiel fue aclamada a nivel internacional y le valió a la actriz obtener un Premio de la Academia por mejor actriz de reparto, un Globo de Oro a la mejor actriz de reparto y un Premio del Sindicato de Actores en la misma categoría. El diario británico The Guardian se refirió a Weisz, afirmando que su actuación en El jardinero fiel «la ubicó entre los principales actores británicos del momento», mientras que en un artículo publicado por la BBC se afirmó que «Weisz es excepcional y brinda una actuación memorable». En 2006 recibió un Premio Britannia en la categoría a mejor artista británico del año, entregado por la Academia Británica de las Artes Cinematográficas y de la Televisión.
En 2006 protagonizó la película dramática de Darren Aronofsky La fuente de la vida. El diario San Francisco Chronicle calificó su interpretación de la Reina Isabel como «menos convincente que sus roles anteriores». Ese mismo año aportó la voz de Saphira en la película fantástica Eragon y se rehusó a participar en la cinta La momia: la tumba del emperador Dragón debido a su insatisfacción con el guion. Finalmente la actriz estadounidense Maria Bello interpretó al personaje femenino en el filme. Sus siguientes películas incluyen el drama dirigido por Wong Kar-wai en 2007 My Blueberry Nights y la película de 2008 de Rian Johnson The Brothers Bloom junto a Adrien Brody y Mark Ruffalo. En 2009 interpretó el papel principal de Hipatia de Alejandría en el drama histórico Ágora, una producción española dirigida por Alejandro Amenábar.

#### 2010–presente

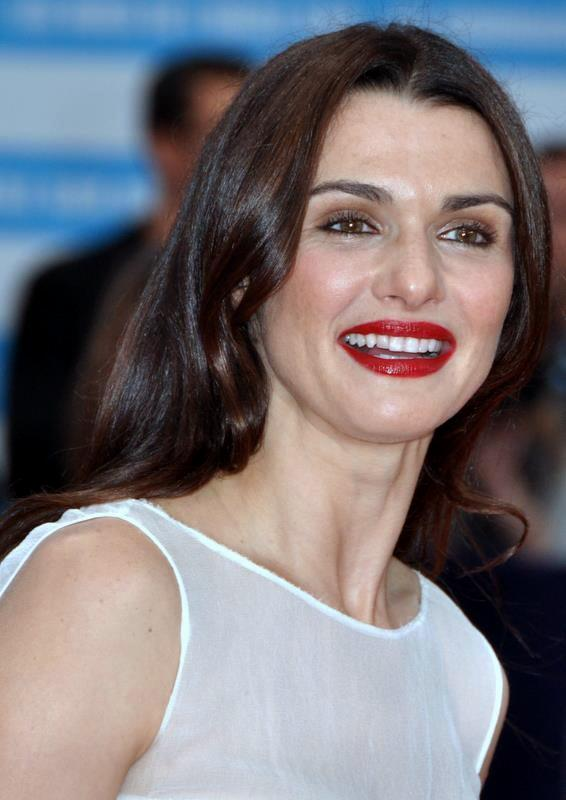
Weisz en el Festival de cine estadounidense de Deauville de 2012

Weisz protagonizó la película The Whistleblower, la cual debutó en el Festival Internacional de Cine de Toronto en 2010. La cinta se basó en un suceso real de trata de personas por parte de algunos empleados de la contratista DynCorp. Durante su estreno, la intensa descripción del tratamiento que los secuestradores dieron a las víctimas hizo que una mujer en la audiencia se desmayara. 
Ese mismo año aportó su voz como estrella invitada en la serie animada Los Simpsons en el episodio de la vigesimosegunda temporada «How Munched is That Birdie in the Window?». En 2011 actuó en la adaptación al cine de la obra de Terence Rattigan The Deep Blue Sea, en la cinta dramática de Fernando Meirelles 360 junto a Jude Law y Anthony Hopkins, en el filme de suspenso Page Eight y en Dream House junto a Daniel Craig.
Filmó algunas escenas para el filme experimental To the Wonder, escrito y dirigido por Terrence Malick y protagonizado por Ben Affleck, Olga Kurylenko, Javier Bardem y Rachel McAdams. Sin embargo, sus escenas fueron eliminadas en la edición final. También apareció en la película de acción de 2012 The Bourne Legacy, basada en la serie literaria escrita por Robert Ludlum.
Weisz interpretó el papel de Evanora en la cinta Oz the Great and Powerful, estrenada el 7 de marzo de 2013. En 2015 apareció en el drama Youth y en la producción de ciencia ficción The Lobster, cinta que ganó el Premio del Jurado en el Festival de Cine de Cannes. En 2016 actuó en la película dramática La luz entre los océanos en un elenco conformado por Michael Fassbender y Alicia Vikander, e interpretó a la historiadora del holocausto Deborah Lipstadt en Denial, producción cinematográfica dirigida por Mick Jackson.
En 2017 Rachel protagonizó el filme My Cousin Rachel, basado en la novela homónima de Daphne du Maurier e integró el reparto de la película The Mercy, basada en la vida del navegante británico Donald Crowhurst, bajo la dirección de James Marsh. En 2018 protagonizó el largometraje dramático Disobedience bajo la dirección del cineasta chileno Sebastián Lelio. En la cinta, Weisz encarna a Ronit Krushka, una judía que sostiene una aventura lésbica con una amiga de su infancia. A finales de 2018 estrena la comedia dramática de época "La Favorita", dirigida por Yorgos Lanthimos, en la que comparte cartel con Olivia Colman y Emma Stone. El film gana el León de Plata (Gran Premio del Jurado) en el Festival Internacional de Cine de Venecia.

### Teatro
Su interpretación de Gilda en la obra Design for Living de 1994 fue aclamada por la crítica y le valió recibir el premio de London Critics Circle en la categoría de mejor debut. En 1999 interpretó el papel de Catherine en la obra Suddenly Last Summer de Tennessee Williams. El mismo año, la actriz apareció en The Shape of Things de Neil LaBute en el Teatro Almeida. En 2009 encarnó a Blanche DuBois en la versión de Rob Ashford de la obra A Streetcar Named Desire. El diario Daily Telegraph señaló que en ella la actriz «se enfrenta al desafío de forma magnífica». Weisz y su esposo Daniel Craig protagonizaron una obra de Broadway titulada Betrayal, presentándose desde octubre de 2013 hasta enero de 2014. A pesar de las críticas mixtas, la obra recaudó más de 17 millones de dólares, convirtiéndose en la segunda obra teatral de Broadway más exitosa del año 2013.

## Vida personal

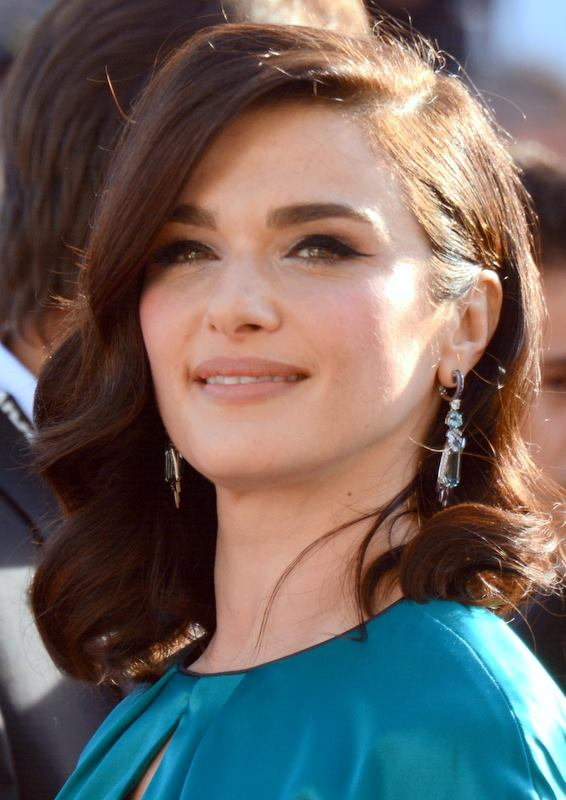
Weisz en el Festival de Cannes de 2015

Weisz mantuvo una larga relación con el productor y director de cine estadounidense Darren Aronofsky, desde 2001 hasta noviembre de 2010. Tienen un hijo, Henry Chance, nacido el 31 de mayo de 2006 en Nueva York. La pareja residía en East Village, Manhattan. El 9 de noviembre de 2010 la pareja anunció su ruptura tras nueve años de relación.
Contrajo matrimonio con el actor británico Daniel Craig el 22 de junio de 2011 en una ceremonia secreta en Nueva York, tras varios meses de noviazgo. Actualmente vive junto a Craig en dos grandes ciudades, Londres y Nueva York. En abril de 2018 se anunció que Weisz y Craig estaban esperando su primer hijo juntos. El 1 de septiembre de 2018, Weisz dio a luz a una niña.
En 2009, Weisz expresó su opinión sobre el uso del botox en la revista Harper's Bazaar: «Debería estar prohibido para los actores, al igual que los esteroides para los deportistas. La actuación se basa en la expresión; ¿por qué querrías arreglar un ceño fruncido?» Durante su carrera ha aparecido en la portada de revistas como insideKENT, Vogue y Esquire. Ha sido la musa inspiracional del diseñador de moda Narciso Rodriguez y fue nombrada embajadora global de la marca L'Oréal en 2010.

## Filmografía

### Cine
| Cine | Cine                                                          | Cine                                           | Cine                    |
| Año  | Título                                                        | Rol                                            | Director                |
| ---- | ------------------------------------------------------------- | ---------------------------------------------- | ----------------------- |
| 1995 | Death Machine                                                 | Ejecutiva                                      | Stephen Norrington      |
| 1996 | Chain Reaction                                                | Dra. Lily Sinclair                             | Andrew Davis            |
| 1996 | Stealing Beauty                                               | Miranda Fox                                    | Bernardo Bertolucci     |
| 1997 | Bent                                                          | Prostituta                                     | Sean Mathias            |
| 1997 | Going All the Way                                             | Marty Pilcher                                  | Mark Pellington         |
| 1997 | Swept from the Sea                                            | Amy Foster                                     | Beeban Kidron           |
| 1997 | I Want You                                                    | Helen                                          | Michael Winterbottom    |
| 1998 | The Land Girls                                                | Agatha                                         | David Leland            |
| 1999 | The Mummy                                                     | Evelyn "Evie" Carnahan                         | Stephen Sommers         |
| 1999 | The Sonnenschein                                              | Greta                                          | István Szabó            |
| 1999 | Tube Tales                                                    | Angela                                         | Gaby Dellal             |
| 2000 | Beautiful Creatures                                           | Petula                                         | Bill Eagles             |
| 2000 | This Is Not an Exit: The Fictional World of Bret Easton Ellis | Lauren Hynde                                   | Gerald Fox              |
| 2001 | Enemy at the Gates                                            | Tania Chernova                                 | Jean-Jacques Annaud     |
| 2001 | The Mummy Returns                                             | Evelyn Carnahan O'Connell / Princesa Nefertiri | Stephen Sommers         |
| 2002 | About a Boy                                                   | Rachel                                         | Chris Weitz, Paul Weitz |
| 2003 | Confidence                                                    | Lily                                           | James Foley             |
| 2003 | The Shape of Things                                           | Evelyn Ann Thompson                            | Neil LaBute             |
| 2003 | Runaway Jury                                                  | Marlee                                         | Gary Fleder             |
| 2004 | Envy                                                          | Debbie Dingman                                 | Barry Levinson          |
| 2005 | Constantine                                                   | Angela Dodson / Isabel Dodson                  | Francis Lawrence        |
| 2005 | The Constant Gardener                                         | Tessa Quayle                                   | Fernando Meirelles      |
| 2006 | The Fountain                                                  | Isabel Creo                                    | Darren Aronofsky        |
| 2006 | Eragon                                                        | Saphira (voz)                                  | Stefen Fangmeier        |
| 2007 | Fred Claus                                                    | Wanda                                          | David Dobkin            |
| 2007 | My Blueberry Nights                                           | Sue Lynne                                      | Wong Kar-wai            |
| 2008 | Definitely, Maybe                                             | Summer Hartley                                 | Adam Brooks             |
| 2008 | The Brothers Bloom                                            | Penelope                                       | Rian Johnson            |
| 2009 | The Lovely Bones                                              | Abigail Salmon                                 | Peter Jackson           |
| 2009 | Agora                                                         | Hipatia                                        | Alejandro Amenábar      |
| 2010 | The Whistleblower                                             | Kathryn Bolkovac                               | Larysa Kondracki        |
| 2011 | 360                                                           | Rose                                           | Fernando Meirelles      |
| 2011 | Dream House                                                   | Libby Atenton                                  | Jim Sheridan            |
| 2011 | The Deep Blue Sea                                             | Hester Collyer                                 | Terence Davies          |
| 2012 | The Bourne Legacy                                             | Dra. Marta Shearing                            | Tony Gilroy             |
| 2013 | Oz the Great and Powerful                                     | Evanora                                        | Sam Raimi               |
| 2015 | The Lobster                                                   | Mujer miope                                    | Yorgos Lanthimos        |
| 2015 | Youth                                                         | Lena Ballinger                                 | Paolo Sorrentino        |
| 2016 | Complete Unknown                                              | Alice Manning                                  | Joshua Marston          |
| 2016 | La luz entre los océanos                                      | Hannah Roennfeldt                              | Derek Cianfrance        |
| 2016 | Denial                                                        | Deborah Lipstadt                               | Mick Jackson            |
| 2017 | The Mercy                                                     | Clare Crowhurst                                | James Marsh             |
| 2017 | My Cousin Rachel                                              | Rachel                                         | Roger Michell           |
| 2017 | Disobedience                                                  | Ronit Krushka                                  | Sebastián Lelio         |
| 2018 | La Favorita                                                   | Lady Sarah                                     | Yorgos Lanthimos        |
| 2021 | Black Widow                                                   | Melina Vostokoff                               | Cate Shortland          |
| 2025 | Thunderbolts*                                                 | Melina Vostokoff                               | Jake Schreier           |

### Televisión
| Televisión | Televisión         | Televisión                     | Televisión                                                              |
| Año        | Título original    | Rol                            | Notas                                                                   |
| ---------- | ------------------ | ------------------------------ | ----------------------------------------------------------------------- |
| 1992       | Advocates II       | Sarah Thompson                 | Película para televisión                                                |
| 1993       | Inspector Morse    | Arabella Baydon                | Serie / Episodio: «Twilight of the Gods»                                |
| 1993       | Tropical Heat      | Joey                           | Serie / Episodio: «His Pal Joey»                                        |
| 1993       | Scarlet and Black  | Mathilde                       | Miniserie                                                               |
| 1994       | White Goods        | Elaine                         | Película para televisión                                                |
| 1994       | Seventeen          | -                              | Corto para televisión                                                   |
| 1994       | Screen Two         | Becca                          | Serie / Episodio: «Dirtysomething»                                      |
| 1998       | My Summer with Des | Rosie                          | Película para televisión                                                |
| 2010       | Los Simpson        | Dra. Thurmond                  | Serie / Episodio: «How Munched is That Birdie in the Window?»           |
| 2011       | Page Eight         | Nancy Pierpan                  | Película para televisión                                                |
| 2023       | Dead Ringers       | Beverly Mantle / Elliot Mantle | Miniserie                                                               |
| 2023       | What if?           | Melina Vostokoff               | Serie / Episodio: «What If... Captain Carter Fought the Hydra Stomper?» |

### Teatro
| 1994 | Design for Living        | Gilda               | Teatro Gielgud                    |
| 1999 | Suddenly Last Summer     | Catherine           | Donmar Warehouse                  |
| 1999 | The Shape of Things      | Evelyn Ann Thompson | Teatro Almeida                    |
| 2009 | A Streetcar Named Desire | Blanche DuBois      | Donmar Warehouse                  |
| 2013 | Betrayal                 | Emma                | Ethel Barrymore Theatre, Broadway |
| 2016 | Plenty                   | Susan Traherne      | The Public Theater                |

## Premios y nominaciones

### Óscar
| Año  | Categoría               | Película              | Resultado |
| ---- | ----------------------- | --------------------- | --------- |
| 2006 | Mejor actriz de reparto | The Constant Gardener | Ganadora  |
| 2019 | Mejor actriz de reparto | The Favourite         | Nominada  |

### Globos de Oro
| Año  | Categoría               | Película              | Resultado |
| ---- | ----------------------- | --------------------- | --------- |
| 2005 | Mejor actriz de reparto | The Constant Gardener | Ganadora  |
| 2011 | Mejor actriz - Drama    | The Deep Blue Sea     | Nominada  |
| 2018 | Mejor actriz de reparto | The Favourite         | Nominada  |

### BAFTA
| Año  | Categoría               | Película              | Resultado |
| ---- | ----------------------- | --------------------- | --------- |
| 2005 | Mejor actriz            | The Constant Gardener | Nominada  |
| 2018 | Mejor actriz de reparto | The Favourite         | Ganadora  |

### Sindicato de Actores
| Año  | Categoría               | Película              | Resultado |
| ---- | ----------------------- | --------------------- | --------- |
| 2005 | Mejor actriz de reparto | The Constant Gardener | Ganadora  |
| 2018 | Mejor actriz de reparto | The Favourite         | Nominada  |

### Crítica Cinematográfica
| Año  | Categoría               | Película              | Resultado |
| ---- | ----------------------- | --------------------- | --------- |
| 2005 | Mejor actriz de reparto | The Constant Gardener | Nominada  |
| 2018 | Mejor reparto           | The Favourite         | Ganadora  |
| 2018 | Mejor actriz de reparto | The Favourite         | Nominada  |

### Satellite
| Año  | Categoría                                          | Película      | Resultado |
| ---- | -------------------------------------------------- | ------------- | --------- |
| 2011 | Mejor actriz de televisión - Miniserie o telefilme | Page Eight    | Nominada  |
| 2018 | Mejor actriz de reparto                            | The Favourite | Nominada  |
| 2018 | Mejor reparto                                      | The Favourite | Ganadora  |

### Goya
| Año  | Categoría                                  | Película | Resultado |
| ---- | ------------------------------------------ | -------- | --------- |
| 2009 | Mejor interpretación femenina protagonista | Ágora    | Nominada  |